# Szendehely
Szendehely es un pueblo ubicado en el condado de Nógrád, Hungría.

## Superficie
Posee una superficie de 10,04 kilómetros cuadrados.

## Demografía
Hasta 2021 la población era de 1640 habitantes, con una densidad de población de 163,34 habitantes por kilómetro cuadrado.